# Бегуновци
Бегуновци е село в Западна България. То се намира в община Брезник, област Перник.

## География
Село Бегуновци се намира в планински район. През селото минава река Ръждица. Има и чешма с изворна вода.
Язовирът на село Бегуновци позволява да се развива спортен риболов и също така да се напоява земеделската земя. Селото е близо до градовете Перник и Брезник, и малко по отдалечено от София.

## История
При избухването на Балканската война двама души от Бегуновци са доброволци в Македоно-одринското опълчение.

## Културни и природни забележителности
На 27 май 2002 г. е открита плоча на загиналите във войните.

### Извора
В село Бегуновци има изворна вода (така наречената Старата чешма). Старата чешма е построена 1921 г. и съществува и в наши дни. Според Ласерман Асенов Минев наличието на тази вода е причина избягалите от турците бегуновчани да се заселят в тази местност близо до извора. Ласерман смята че бегуновчаните са живели преди това в с. Непразненци и там извършват обира на турската хазна. Този обир се е случил наистина. Ласерман разказва че човек от неговия род овчарчето Митър открива след години заровеното богатство от обира на турската хазна. Турците избиват много от бегуновчаните за отмъщение, но някои от тях успяват да избягат и след години се заселват при извора на Старата чешма и хората от околните села ги разпознават и наричат селището Бегновци (по-късно руснаците го наричат село Бегуновци).

### Църквата
Старата църква на с. Бегуновци има архитектурен план. Иконостасът датира от началото на XVII век и може да се свърже с школата на св. Пимен Зографски. През лятото на 2009 г. започна основен ремонт на църквата и камбанарията в селото. Камбанарията е строена от майстор Асен Минев Паунков.

### Стари къщи
В селото има различни стари къщи. Могат да се видят дори и най-примитивните т.нар. плетарки, но те са в много лошо състояние и вероятно ще бъдат разрушени от съображения за безопасност. Но в селото има три много стари и хубави къщи на богати бегуновчани от миналото. Това са:
- Дърмандината къща на дядо Анто строена от трънски майстори зидари, каменна зидария и в изключително добро състояние до наши дни.
- Паунковата къща на Асен Минев Стефанов-Паунков строена от известния майстор строител на селото Асен Минев Паунков и запазена чрез реконструкция до днес. Намира се точно в центъра на селото.
- Дърмандината къща на дядо Алекси също много стара и хубава къща, запазена до наши дни. Двете Дърмандини къщи са една до друга.

### Културно-просветна дейност
През 1922 година родолюбиви местни учители правят дарение на книги и основават местното читалище „Просвета“. През годините читалището укрепва и се развива като се сформират различни състави и дейности. Театралните постановки на бегуновчани се посещават масово от населението а така също гостуват и на съседните селища.
Добрите традиции от миналото се съхраняват и запазват. Към читалището е създадена музейна сбирка с множество експонати, отразяващи бита и културата на местните жители. Над 4 хиляди тома литература притежава библиотеката при читалището, която се посещава както от възрастното така и най-младото поколение. Библиотеката разполага и с интернет и до голяма степен е в помощ на учебния процес на учащите се, които учат в съседното село Ноевци. Училището в село Бегуновци е закрито през 1974 година, а сградата съществува.
Сурвакарската група, както и групата за словесен и песенен фолклор ежегодно участват във фестивали и прегледи, от които имат множество призове и награди.
Читалището е в центъра на организирането на културно-обществения живот на селото при честване на празници като Коледа, Бабинден, Трифон зарезан, Лазарица, Великден и др.

### Други
Селото има стадион, който е с аматьорски размери – 70/40, и футболен клуб (с име „Западно ехо“).

## Редовни събития
Последната събота и неделя на май в селото се провежда традиционен събор.
Всяка година през май се чества и празника „Св. Никола-летни“, като в двора на църквата се прави курбан за здраве и благоденствие на селото. 

## Личности
- Дамян Бегунов (р. 1929 г.) – хуморист, журналист, скулптор. Удостоен със званието „Почетен гражданин на град Перник“ на 19 октомври 2004 г.[4].
- проф. Стамен Михайлов – археолог;
- проф. д-р Личо Величков – лекар рентгенолог;
- Петко Асенов Дамянов – поет, писател, историк, изследовател на възраждането в Брезнишко, пише сатира и книги за деца
- Методи Попстаноев – написал много разкази и пиеси
- Ласерман Асенов – самобитен художник, автор на книгата за Паунковия род, изработил метални фризове, красящи сградата на читалището и кметството
- Асен Иванов Цакманов (1901 – 1974) – дългогодишен учител в селата Бегуновци и Гигинци, сред учредителите на земеделската кооперация през 1946 г., кмет на селото (1948 г.), секретар на Дружбата на БЗНС в селото.
- Никола Асенов Цакманов – учител по история в ПМГ „Хр. Смирненски“ – Перник (1958 – 1987 г.), почетен гражданин на Перник (18 октомври 2002 г.). Краевед. Написва студии за миньорските стачки в Перник (1967), създаването и развитието на Машинна служба (Завод „Струма“) – Перник (1963 г.) възникването и развитието на кооперативното движение в Пернишко (1971 г.), възникването и развитието на младежките организации в Пернишко (1976 г.). Носител на орден „Кирил и Методий“ (1976 г.), юбилеен медал „1300 години България“ (1981 г.).
- Георги Антов, македоно-одрински опълченец, 38-годишен, четата на Кочо Хаджиманов, бронзов медал[5]
- Димитър Стоянов - свещеник в Брезник от 1827 година, книговезец, оставил приписки по много богослужебни книги.[6]
- д-р Константин Такев – юрист и писател